# Burgbruch
Das Naturschutzgebiet Burgbruch liegt auf dem Gebiet der Gemeinde Grefrath im Kreis Viersen in Nordrhein-Westfalen. Das etwa 6,76 ha große Gebiet, das im Jahr 1990 unter Naturschutz gestellt wurde, erstreckt sich nördlich des Flugplatzes Grefrath-Niershorst. 